# Гавриил (Кременецкий)
Митрополи́т Гаврии́л (в миру Григо́рий Фёдорович Кремене́цкий; 1708, Носовка, Киевский полк — 9 августа 1783, Киев) — епископ Русской православной церкви, митрополит Киевский и Галицкий.

## Биография
Григорий Кременецкий родился в 1708 году (по другим данным 20 ноября 1711 года) в местечке Носовка Киевского полка.
Первоначально обучался в Киевской духовной академии в низших школах и в философии. С 1733 года продолжил образование в Московской духовной академии. В 1736 году по окончании академии был направлен в Санкт-Петербург преподавателем Александро-Невской семинарии. В 1739 году принял монашество и вскоре назначен префектом Александро-Невской семинарии.
С 5 апреля 1748 года — архимандрит Новоспасского монастыря и член Святейшего Синода.
17 сентября 1749 года хиротонисан во епископа Коломенского и Каширского.
Практически всё время своего пребывания на Коломенской кафедре архиерей провёл в столице — Санкт-Петербурге, управляя епархией «дистанционно». Учитывая расстояние между Коломной и Петербургом, можно предположить, что эффективность такого управления была не слишком высокой.
С 8 октября 1755 года — епископ Казанский.
25 июля 1762 года, сразу по воцарении Екатерины II, назначен епископом Санкт-Петербургским и Шлиссельбургским и членом комиссии о церковных имениях. 29 июля возведён в сан архиепископа.
12 июля 1763 освятил Большую церковь Зимнего дворца в Санкт-Петербурге.
С 29 мая 1764 года именовался архиепископом Санкт-Петербургским и Ревельским.
В вопросе секуляризации церковных вотчин активно поддержал императрицу Екатерину II. Участвовал в суде над Арсением Мацеевичем и, когда Арсения лишали сана и знаков митрополичьего достоинства, Гавриил сам принял от него посох.
С 22 сентября 1770 года — митрополит Киевский и Галицкий.
После пожара, истребившего в 1705 году деревянную бурсу, митрополит Гавриил «на своё собственное иждивение» для бурсы построил одноэтажный каменный корпус.
В академию из своих личных сумм он пожертвовал 54000 рублей, что дало возможность обеспечить множество бедных учеников.
Митрополит Гавриил скончался 9 августа 1783 года. Погребён в Киевском Софийском соборе.